# Alpinia velveta
Alpinia velveta är en enhjärtbladig växtart som beskrevs av Rosemary Margaret Smith. Alpinia velveta ingår i släktet Alpinia och familjen Zingiberaceae.
Artens utbredningsområde är Papua Nya Guinea. Inga underarter finns listade i Catalogue of Life.